# Habitatge al carrer Torras i Bages, 14 (Vic)
L'Habitatge al carrer Torras i Bages, 14 és una obra modernista de Vic (Osona) protegida com a Bé Cultural d'Interès Local.

## Descripció
Casa mitgera, d'un sol tram, presenta soterrani, planta baixa i dos pisos. És coberta a dues vessant amb el carener paral·lel a la façana i amb capcer corbat, amb tres òculs calats i acabat amb una cornisa. Els portals i finestres són d'arc rebaixat i amb les llindes decorades amb estucs. El primer i segon pis s'obren a l'exterior amb balcons, els quals són sostinguts per modillons. La façana és decorada amb estucs imitant els rajols. També cal destacar els ferros forjats de les baranes dels balcons. L'estat de conservació és bo.

## Història
Amb l'expansió urbana de Vic, a principis del segle xx, és traçà el nou c/ Torras i Babes que venia a substituir els c/ Santa Teresa a la sortida de Vic cap a la carretera de Sant Hilari, que promogué més tard la urbanització cap el sector de llevant de la ciutat fins a enllaçar amb els edificis del c/ dels Caputxins i cap a la carretera de Roda. Aquesta casa forma part d'un conjunt de cases modernistes aixecades a principis del segle xx.